# Alpthal

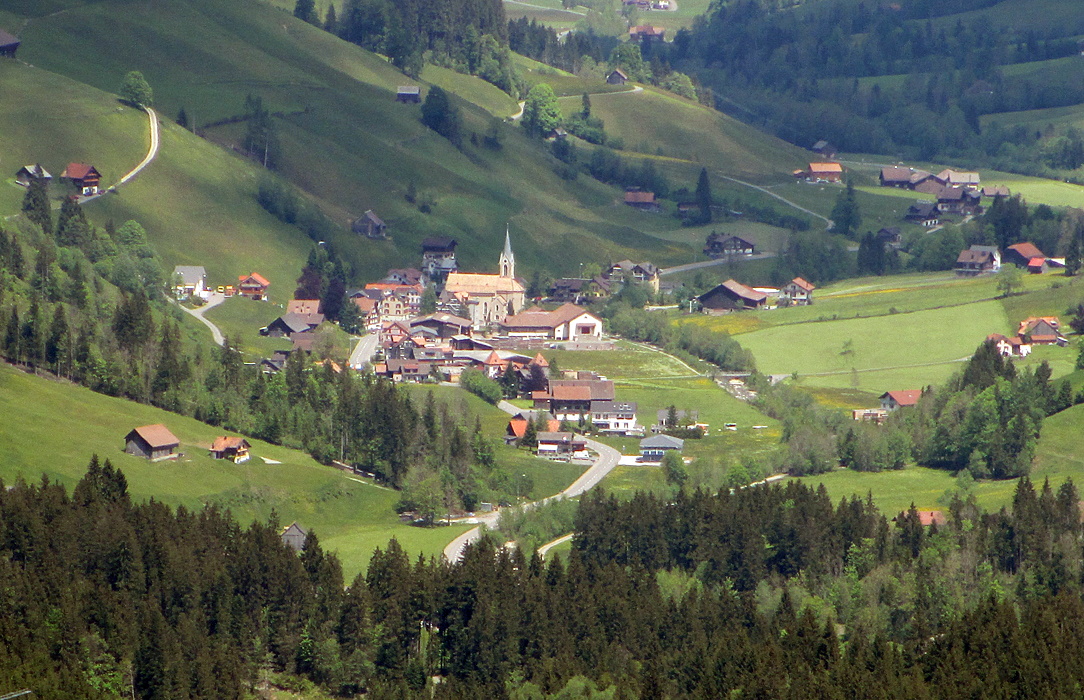
Das Dorf Alpthal von der Holzegg aus gesehen

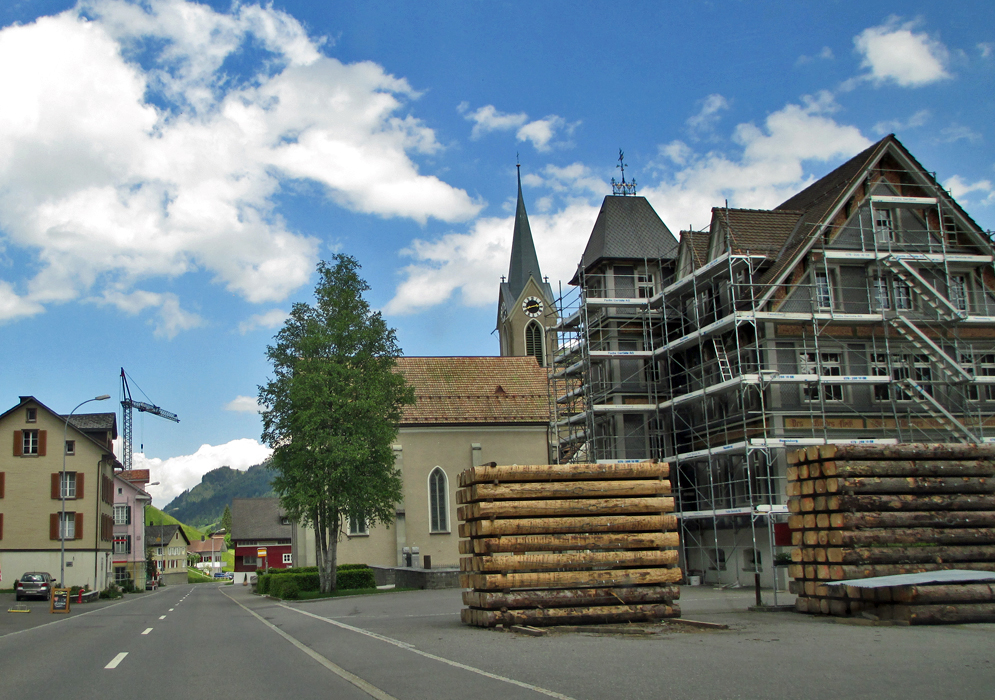
Dorfkern

Historisches Luftbild aus 1000 m von Walter Mittelholzer von 1923

Alpthal (in einheimischer Mundart Alpel [ˈɑlpəl] oder Dörfli) ist ein Dorf, eine Talschaft und politische Gemeinde im Bezirk Schwyz des Schweizer Kantons Schwyz.

## Geographie
Die Gemeinde besteht aus den Ortsteilen Alpthal, Brunni SZ und Eigen. Sie liegt im hinteren Teil des Alptals und wird von der Alp durchflossen.

## Geschichte
Im Jahre 1018 schenkte Kaiser Heinrich II. das Albetal dem Kloster Einsiedeln. Im Marchenstreit zwischen der Abtei und Schwyz sprach laut einer auf 1217 datierten Urkunde Graf Rudolf der Alte von Habsburg das Tal den Schwyzern zu, das mit dem Frieden von 1350 bestätigt wurde.

## Wirtschaft
Mit der Erschliessung der anliegenden Hänge durch Seilbahnen (1950, Brunni-Holzegg) und Skiliften (1965, Brunni; 1974 Haggenegg) hat besonders der am Nordfuss der Mythen gelegene Weiler Brunni gewisse Bekanntheit erlangt. Dank der Nähe zur Zürcher Agglomeration gilt das Gebiet als beliebter Tagesausflugsort. Neben dem Tourismus bilden Land- und Holzwirtschaft weitere Verdienstquellen in der Gemeinde.

## Persönlichkeiten
- Heini Walter, Autorennfahrer
- Marcel Oechslin, Hillclimb- und Motorradfahrer

## Einzelnachweise

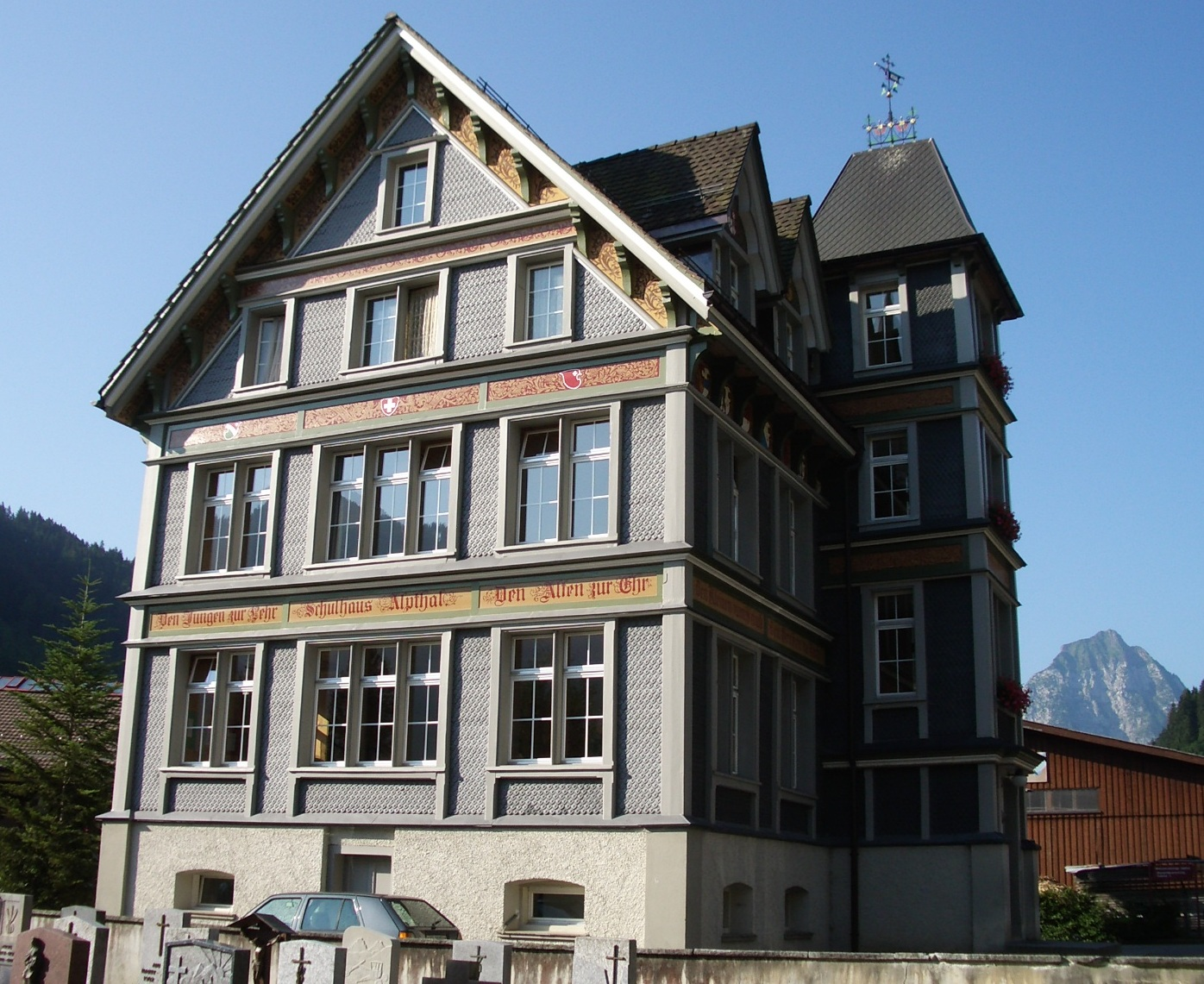
Schulhaus von Alpthal